# Zdziarski Potok
Zdziarski Potok (słow. Ždiarsky potok) – potok w słowackiej Magurze Spiskiej, lewy dopływ Bielskiego Potoku. Ma źródła na wysokości około 1060 m w Dolinie Zdziarskiej, nieco powyżej Średnicy. Spływa dnem tej doliny w południowo-wschodnim kierunku przez miejscowość Zdziar i w środku tej miejscowości, na wysokości około 880 m uchodzi do Bielskiego Potoku. Orograficznie prawe zbocza doliny Zdziarskiego Potoku tworzy grzbiet Zdziarskie Brzegi, lewe główna grań Magury Spiskiej na odcinku od Prehrštie po Magurkę. Ma trzy dopływy, wszystkie lewe: potok bez nazwy, Zorický potok i Zálešovský potok